# Gyrinophilus
Gyrinophilus – rodzaj płazów ogoniastych z podrodziny Hemidactyliinae w rodzinie bezpłucnikowatych (Plethodontidae).

## Zasięg występowania
Rodzaj obejmuje gatunki występujące w wypiętrzeniach Appalachów wschodnich Stanów Zjednoczonych i sąsiedniej Kanady.

## Systematyka

### Etymologia
Gyrinophilus: gr. γυρινος gurinos „kijanka”, od γυρος guros „zaokrąglony, zakrzywiony”; φιλος philos „miłośnik”.

### Podział systematyczny
Do rodzaju należą następujące gatunki:
- Gyrinophilus gulolineatus Brandon, 1965
- Gyrinophilus palleucus McCrady, 1954 – źródlik jaskiniowy
- Gyrinophilus porphyriticus (Green, 1827) – źródlik purpurowy, salamandra źródlana
- Gyrinophilus subterraneus Besharse & Holsinger, 1977